# Knipolegus nigerrimus
Knipolegus nigerrimus là một loài chim trong họ Tyrannidae.